# Francesco Fiori (calciatore)
Francesco Fiori (Sassari, 4 settembre 1967) è un allenatore di calcio ed ex calciatore italiano, di ruolo attaccante, tecnico della formazione Juniores del Tempio.

## Carriera
Ha totalizzato 54 presenze (e 11 reti) in Serie B con le maglie di Ternana, Perugia e Pistoiese.
Allenatore - Codrongianos
Nella stagione 2010-11 viene ingaggiato dal Codrongianos dove rimane sino al 2014.
Torres
Nella stagione 2021-22 assume la guida degli allievi della Torres, mentre nella stagione successiva viene promosso allenatore della formazione primavera della stessa società sassarese.
Tempio
Il 22 gennaio 2025 il Tempio, squadra iscritta al torneo sardo di Eccellenza, lo annuncia come nuovo allenatore della formazione Juniores. 

## Palmarès

### Club

#### Competizioni nazionali
- Campionato italiano Serie C1: 1

Perugia: 1993-1994
- Campionato italiano Serie C2: 2

Alessandria: 1990-1991
Spezia: 1999-2000
- Campionato Interregionale: 1

Tempio: 1986-1987